# Tóth Farkas
Tóth Farkas (Pécs, 1746. január 5. – Pannonhalma, 1825. február 26.) jezsuita lelkész és tanár, majd Szent Benedek-rendi pap.

## Élete
Miután 1763-ban a gimnáziumot Pécsett elvégezte, felvételt nyert a Jezsuita-rendbe Trencsénben. Kassán tanulta a bölcseletet és a teológiát Nagyszombatban. A rend föloszlatása után (1773) kilépett a papi rendből; azonban egy idő múltán ismét visszatért a pécsi egyházmegye papjai közé és a budai akadémiai gimnáziumban több évig a humaniorák tanára volt, majd a soproni gimnázium igazgatója. Végül 1803-ban Pannonhalmán átvette a Szent Benedek-rendi növendékpapok ismétlési tanítását.

## Munkái
- Carmen amoebaeum virtuti et honori Excell. Illustr. ac Rev. D. Adami e. l. b. Patachich de Zaiezda archi-episcopi Colocensis oblatum a scholis humanitatis archi-gymnasii regiae univers. Budensis 1782 (Budae, névtelenül)
- A magyar szent koronának utolsó hazajövetele (Buda, 1790, költemény; a M. Kurir Toldalékja 85-87. l.)
- A Trenk csúfos ember. Hely n. 1790 (gúnyvers, névtelenül)
- Atyjának utolsó meg-tisztelése után hazatért nádor-ispánjokat meg-szólitják a magyarok. Buda, év n. (költemény, névtelenül)
- Onomasticon Leopoldo archiduci et palatino mecoenati oblatum quum 1793. grammatophylacium instituti diplomatico-historici publice aperiretur. Uo. (költ.)
- A magyar koronás fejedelmet megtámadni nem tanátsos. Pozsony, 1796 (költ.)
- Mele Pindarica honoribus Illustr. Dni Francisci Szányi episcopi Rosnaviensis a. 1801. decantata. Sopronii (költ.)
- Lovász Zsigmond békési főispán beiktatásakor mondott beszély. Hely és év n.

Kéziratai a pannonhalmi Szent Benedek-rend könyvtárában.